# Arcane
Arcane – serial animowany wyprodukowany przez Fortiche Production, wydany we współpracy z Netflixem oraz Riot Games, według scenariusza Christiana Linke i Alex Yee. Pierwszy zwiastun pojawił się na obchodach dziesięciolecia League of Legends. Pierwotnie miał zostać wydany w roku 2020, jednakże przez pandemię COVID-19, premierę przesunięto. Serial miał premierę 6 listopada 2021 roku na platformie Netflix, oraz transmitowany na Twitch.tv. Drugi sezon został wydany w listopadzie 2024 roku.

## Fabuła
Seria opowiada historię postaci znanych z gier produkcji Riot Games. Akcja serialu ma miejsce w dwumieście Piltover i Zaun, a fabuła dotyczy głównie sióstr Jinx i Vi oraz ich rodzinnej rywalizacji.

## Obsada

### Obsada główna
- Hailee Steinfeld[6] jako Vi
- Ella Purnell[6] jako Powder / Jinx
  - Mia Sinclair Jenness jako młoda Powder
- Katie Leung[6] jako Caitlyn Kiramman
- Kevin Alejandro[6] jako Jayce Talis
- Jason Spisak jako Silco
- Toks Olagundoye jako Mel Medarda
- JB Blanc jako Vander
- Harry Lloyd jako Viktor
- Reed Shannon jako Ekko
- Mike Wingert jako Cecil Heimerdinger
- Amirah Vann jako Sevika
- Ellen Thomas jako Ambessa Medarda
- Brett Tucker jako dr Corin Reveck / Singed

### Wersja polska
Reżyserem polskiej wersji dubbingu był Bartosz Wesołowski, dialogi napisał Bartek Fukiet. W głównych rolach wystąpili: Magdalena Wasylik (Jinx), Adrianna Izydorczyk (Vi), Katarzyna Faszczewska (Caitlyn), Sebastian Cybulski (Deckard), Mateusz Narloch (Claggor), Ewa Szykulska (Grayson), Karol Jankiewicz (Mylo), Antonina Żbikowska (Powder), Jan Aleksandrowicz-Krasko (Vander), Wojciech Kalarus (Silco), Maciej Kosmala (Singed), Michał Piela (Benzo), Damian Kulec (Jayce), Lidia Sadowa (Mel), Janusz Wituch (Heimendinger), Maciej Dybowski (Ekko), Hanna Kinder-Kiss (Sevika), Barbara Zielińska (Ambessa Medarda)

## Odcinki
| Nr | Tytuł oryginalny                        | Tytuł polski                                     | Premiera (Netflix) |
| -- | --------------------------------------- | ------------------------------------------------ | ------------------ |
| 1  | Welcome to the Playground               | Witajcie w Piltover                              | 6 listopada 2021   |
| 2  | Some Mysteries Are Better Left Unsolved | Niektóre tajemnice lepiej zostawić nierozwiązane | 6 listopada 2021   |
| 3  | The Base Violence Necessary for Change  | Przemoc konieczna, by dokonać zmian              | 6 listopada 2021   |
| 4  | Happy Progress Day!                     | Szczęśliwego Dnia Postępu!                       | 13 listopada 2021  |
| 5  | Everybody Wants to Be My Enemy          | Wszyscy chcą mnie za wroga                       | 13 listopada 2021  |
| 6  | When These Walls Come Tumbling Down     | Gdy zaczną kruszeć te mury                       | 13 listopada 2021  |
| 7  | The Boy Savior                          | Chłopczyk zbawca                                 | 20 listopada 2021  |
| 8  | Oil and Water                           | Olej i woda                                      | 20 listopada 2021  |
| 9  | The Monster You Created                 | Twój własny potwór                               | 20 listopada 2021  |

| Nr | Tytuł oryginalny                      | Tytuł polski                  | Premiera (Netflix) |
| -- | ------------------------------------- | ----------------------------- | ------------------ |
| 10 | Heavy Is the Crown                    | Ciężar korony                 | 9 listopada 2024   |
| 11 | Watch It All Burn                     | Patrzeć, jak wszystko płonie  | 9 listopada 2024   |
| 12 | Finally Got the Name Right            | W końcu nie pomyliłaś imienia | 9 listopada 2024   |
| 13 | Paint the Town Blue                   | Pomaluj świat na niebiesko    | 16 listopada 2024  |
| 14 | Blisters and Bedrock                  | Purchle i lita skała          | 16 listopada 2024  |
| 15 | The Message Hidden Within the Pattern | Przesłanie ukryte we wzorze   | 16 listopada 2024  |
| 16 | Pretend Like It's the First Time      | Udawajmy, że to pierwszy raz  | 23 listopada 2024  |
| 17 | Killing Is a Cycle                    | Morderstwo to cykl            | 23 listopada 2024  |
| 18 | The Dirt Under Your Nails             | Brud pod paznokciami          | 23 listopada 2024  |

## Marketing
1 listopada 2021 roku ogłoszono, że Riot Games będzie promować premierę Arcane poprzez wydarzenia we wszystkich swoich grach, w tym League of Legends, Legends of Runeterra, Teamfight Tactics, League of Legends: Wild Rift i Valorant.
Serial nagłośniono też z pomocą gier innych wydawnictw, np. w PUBG Mobile i udostępniając skórkę Jinx w Fortnite. Oprócz tego serial reklamowano na ścianach budynku Burj Khalifa, czy w akcjach promocyjnych w których udział brali streamerzy i profesjonalni gracze.
W Gdyni i Katowicach pojawiły się także murale przedstawiające główne bohaterki. Graffiti wykonano z użyciem farby luminescencyjnej, świecącej w nocy.
6 listopada 2021 roku, w ramach światowej premiery, Riot Games transmitowało pierwszy odcinek na Twitchu. Niektórym twórcom treści pozwolono na współstreamowanie pierwszych trzech odcinków serialu po otrzymaniu pozwolenia od Riot Games, co pozwoliło również widzom na pozyskanie łupów (specjalnych przedmiotów) w grze podczas premiery.

## Nagrody
W marcu 2022 roku Arcane zdobyło nagrody Annie we wszystkich kategoriach, w których zostało nominowane: najlepszy serial zdaniem publiczności, najlepsze efekty specjalne, najlepsza animacja postaci, najlepszy design postaci, najlepsza reżyseria, najlepszy design produkcji, najlepszy storyboarding, najlepszy występ aktora dubbingowego oraz najlepszy scenariusz.